# Peter Spufford
Peter Spufford, FSA , FRHistS, FBA (18 de agosto de 1934 - 18 de novembro de 2017) foi um historiador e acadêmico britânico especializado em economia da Europa medieval. Ele foi Professor Emérito de História Europeia na Universidade de Cambridge.

## Carreira acadêmica
Em 1979, Spufford foi eleito Fellow do Queens 'College, Cambridge. Além disso, ocupou cargos na Faculdade de História da Universidade de Cambridge: foi professor universitário de 1979 a 1990, leitor de história econômica de 1990 a 2000 e professor de história europeia de 2000 a 2001. Ele se aposentou da academia em tempo integral em 2001 e foi nomeado Emeritus Fellow do Queens 'College.
Seu legado intelectual consiste em um trio de livros altamente influentes: Money and Its Uses in Medieval Europe (1988), um estudo inovador do papel do dinheiro cunhado e do crédito no funcionamento da economia medieval; o Handbook of Medieval Exchange (1986), uma obra de referência que reúne todos os dados então conhecidos sobre as taxas de câmbio de moedas na Europa ocidental medieval, ao longo do período; e Power and Profit: The Merchant in Medieval Europe (2003), um estudo ilustrado de rotas de comércio medievais, bancos, vida mercantil e comércio de commodities.
Spufford ingressou na Sociedade de Genealogistas em 1955, tornou-se membro da Sociedade em 1969 e atuou como seu vice-presidente de 1997 a 2012. Ele editou o jornal da Sociedade de 1961 a 1963.
Ele também foi presidente da Sociedade Heráldica e Genealógica da Universidade de Cambridge no ano acadêmico de 1959/1960 e mais tarde atuou como vice-presidente.

## Vida pessoal
Spufford era casado com a professora Margaret Spufford (nascida Clark; 1935–2014), que era uma acadêmica e historiadora britânica. Eles tiveram dois filhos; um filho, Francis, e uma filha, Bridget, que faleceu antes deles; Bridget é bem lembrada pelo Bridget's Hostel para alunos com deficiência em Cambridge.
Spufford morreu em 18 de novembro de 2017. Seu funeral foi realizado em 24 de novembro na Igreja de St Mary and St Andrew, Whittlesford, Cambridgeshire.

## Honras
Em 1968, Spufford foi eleito membro da Royal Historical Society (FRHistS). No ano seguinte, ele se tornou membro da Sociedade de Genealogistas (FSG). Em 11 de janeiro de 1990, foi eleito Fellow da Society of Antiquaries (FSA). Em 1994, foi eleito Fellow da British Academy (FBA). Em 2005, ele foi premiado com a Medalha da Royal Numismatic Society em 2005.